# Зеленград (Пробиштип)
Зеленград (мкд. Зеленград) је насеље у Северној Македонији, у источном делу државе. Зеленград је у саставу општине Пробиштип.

## Географија
Зеленград је смештен у источном делу Северне Македоније. Од најближег града, Пробиштипа, насеље је удаљено 12 km источно.
Насеље Зеленград се налази у историјској области Осогово, на јужним падинама Осоговских планина. Надморска висина насеља је приближно 950 метара. Западно од насеља тече Злетовска река горњим делом свог тока.
Месна клима је планинска због знатне надморске висине.

## Становништво
Зеленград је према последњем попису из 2002. године имао 7 становника.
Претежно становништво у насељу су етнички Македонци (100%).
Већинска вероисповест месног становништва је православље.